# 三八树站
40°37′22″N 110°49′23″E / 40.62279600000001°N 110.823127°E
三八树站位于内蒙古自治区土默特左旗，建于1989年，是京包铁路的一个车站。距离北京站745公里，距上行车站陶思浩站10公里，距下行车站美岱召站8公里。该站隶属呼和浩特铁路局。

## 业务范围
- 客运：办理旅客乘降；行李、包裹托运；
- 货运：不办理货运营业